# Asaperda kani
Asaperda kani är en skalbaggsart som beskrevs av Hayashi 1976. Asaperda kani ingår i släktet Asaperda och familjen långhorningar. Inga underarter finns listade.